# アルフィーB面コレクション スペシャル
『アルフィーB面コレクション スペシャル』は、1986年4月21日に発売されたTHE ALFEE9枚目のベスト・アルバム。

## 概要
8枚目のベスト・アルバム『アルフィーA面コレクション スペシャル』と同日発売。
カセット・テープとCDでは収録曲が異なる。
カセット・テープのA面はAlfee時代の曲、B面はALFEE時代の曲を収録。

## 収録曲

### カセット・テープ
A面
1. 過ぎ去りし日々
「ラブレター」B面。
2. さよならは さりげなく
「踊り子のように」B面。
CTのみ収録。
3. 街角のヒーロー
「星降る夜に…」B面。
CTのみ収録。
4. さよならの鐘
「冬将軍」B面。
CTのみ収録。
5. 明日なき暴走の果てに
「無言劇」B面。
6. Feeling Love
「美しいシーズン」B面。
7. CHECK OUT
「恋人になりたい」B面。
8. 北のHOTEL
「宛先のない手紙」B面。
9. 言葉にしたくない天気
「通り雨」B面。
CTのみ収録。
10. モーニングコールでラスト・キッス
「泣かないでMY LOVE」B面。
11. 絶狂!ジャンピング・グルーピー
「SUNSET SUMMER」B面。

B面
1. 挽歌
「別れの律動」B面。
2. 祈り
「暁のパラダイス・ロード」B面。
3. ラジカル・ティーンエイジャー
「メリーアン」B面。
4. DOWNTOWN STREET
「星空のディスタンス」B面。
5. 愛の鼓動
「STARSHIP -光を求めて-」B面。
CTのみ収録。
6. ロールオーバー・イエスタデイ
「恋人達のペイヴメント」B面。
7. A Last Song
「シンデレラは眠れない」B面。
8. BLUE AGE REVOLUTION
「霧のソフィア」B面。
9. 世にも悲しい男の物語
「風曜日、君をつれて」B面。

### CD
1. 過ぎ去りし日々
2. 明日なき暴走の果てに
3. Feeling Love
4. CHECK OUT
5. 北のHOTEL
6. モーニングコールでラスト・キッス
7. 絶狂!ジャンピング・グルーピー
8. 挽歌
9. 祈り
10. ラジカル・ティーンエイジャー
11. DOWNTOWN STREET
12. ロールオーバー・イエスタデイ
13. A Last Song
14. BLUE AGE REVOLUTION
15. 世にも悲しい男の物語

## 関連作品
- ALFEE B面 コレクション